# Wawrzyniec Budzowski
Wawrzyniec Budzowski herbu Pilawa – szlachcic polski, rotmistrz obrony potocznej.

## Życiorys
Daty życia nieznane. Pochodził z niezamożnej rodziny szlacheckiej Budzowskich herbu Pilawa z Budzowa w województwie sieradzkim. Był żołnierzem obrony potocznej. W 1526 został rotmistrzem królewskim, sformował na podstawie listu przypowiedniego, chorągiew jazdy obrony potocznej, na której czele pozostawał przez 12 lat, do 1544. W 1531 wziął udział w wyprawie hetmana Jana Tarnowskiego na Pokucie, przeciw hospodarowi mołdawskiemu Rareszowi. Walczył w bitwie pod Obertynem. 178 konna chorągiew Budzowskiego wchodziła w skład hufca walnego, który przeprowadził szarżę decydującą o zwycięstwie wojsk koronnych. Jednym z podkomendnych Budzowskiego w tej kampanii był przyszły kronikarz Marcin Bielski.